# Pavetta siphonantha
Pavetta siphonantha är en måreväxtart som beskrevs av Nicol Alexander Dalzell. Pavetta siphonantha ingår i släktet Pavetta och familjen måreväxter. Inga underarter finns listade i Catalogue of Life.